# Ośrodek Zapasowy Nowogródzkiej Brygady Kawalerii
Ośrodek Zapasowy Nowogródzkiej Brygady Kawalerii (OZ Nowogródzkiej BK) – oddział kawalerii Wojska Polskiego II Rzeczypospolitej.
OZ Nowogródzkiej Brygady Kawalerii nie istniał w organizacji pokojowej Wojska Polskiego. Był jednostką mobilizowaną w I rzucie mobilizacji powszechnej. 

## Formowanie i zmiany organizacyjne
Ośrodek Zapasowy Nowogródzkiej Brygady Kawalerii nie istniał w organizacji pokojowej Wojska Polskiego. Był jednostką mobilizowaną zgodnie z uzupełnionym planem mobilizacyjnym „W”, w I rzucie mobilizacji powszechnej. Jednostką mobilizującą była Kadra Zapasowa Kawalerii „Łuków” w Łukowie W niektórych publikacjach używano też nazwy, Ośrodek Zapasowy Kawalerii „Łuków”.  
Ośrodek zapasowy kawalerii miał być formowany według organizacji wojennej L.3027/mob.org., ukompletowany zgodnie z zestawieniem specjalności L.3027/mob.AR oraz uzbrojony i wyposażony zgodnie z wojennymi należnościami materiałowymi L.3027/mob./mat. W skład ośrodka zapasowego wchodziło: 
- dowództwo,
- szwadron gospodarczy,
- cztery szwadrony liniowe,
- szwadron karabinów maszynowych,
- pluton pionierów,
- pluton łączności,
- pluton kolarzy[1][2].

Skład organizacyjny ośrodka należało traktować jako ramowy dla obliczenia zapotrzebowań mob. Szczegółową organizację miał ustalić dowódca ośrodka zapasowego zależnie od wysokości otrzymanych nadwyżek i warunków lokalnych.
Zadaniem ośrodka było szkolenie uzupełnień dla Nowogródzkiej Brygady Kawalerii.
Kadra Zapasowa Kawalerii „Łuków” w ramach mobilizacji alarmowej w Łukowie w czasie A+30 zmobilizowała 943, 944 i 945 kawaleryjskie kolumny taborowe. Następnie w ramach I rzutu mobilizacji powszechnej do 4 i 5 dnia jej trwania, ze zgłaszających się rezerwistów podjęła formowanie czterech szwadronów marszowych dla pułków Nowogródzkiej Brygady Kawalerii. Szwadrony marszowe formowano dla: 25 puł., 26 puł., 27 puł. i 3 psk. Dodatkowo w ramach KZK „Łuków” podjęto formowanie uzupełnień marszowych dla oddziałów brygadowych: szwadronu pionierów nr 9, szwadronu kolarzy nr 9 i szwadronu łączności nr 9. Jednocześnie oprócz uzupełnień marszowych dla pułków i szwadronów brygady podjęto organizację Ośrodka Zapasowego Kawalerii Nowogródzkiej Brygady Kawalerii, w części literatury nazywanej też „Ośrodek Zapasowy Kawalerii Łuków” w terminie do 7 dnia mobilizacji. W trakcie formowania ośrodka 2 września do Łukowa transportem kolejowym dotarły nadwyżki mobilizacyjne pułków ułanów w sile 300 żołnierzy z końmi i uzbrojeniem. OZN 27 puł. dowodził rtm. Bronisław Malinowski i rtm. Zygmunt Żukowski. Formowanie uzupełnień marszowych jaki OZ Nowogródzkiej BK odbywało się wioskach wokół Łukowa. Nocą 12/13 września z uwagi na wcześniejszy brak taboru kolejowego wyruszył OZN 3 psk z Wołkowyska do Łukowa. Z uwagi na zbombardowanie torów dotarł 14 września do Szaniawy 8 kilometrów od Łukowa, po zbombardowaniu, transport odjechał do Żabinki, skąd po kolejnym bombardowaniu 15 września, wyładowano transport kolejowy Oddziału Zbierania Nadwyżek 3 psk.   

### Struktura organizacyjna OZ
W ośrodku zostały sformowane cztery szwadrony marszowe:
- 25 pułku ułanów – dowódca por. Tadeusz Basiński[6]
- 26 pułku ułanów – dowódca por. Konstanty Bordziłowski[7]
- 27 pułku ułanów - dowódca rtm. Eugeniusz Cierpicki[8]
- 3 pułku strzelców konnych – dowódca rtm. Bronisław Korzon.

Trzy szwadrony zasiliły oddziały Podlaskiej Brygady Kawalerii i brały udział w walkach wraz z pułkami brygady. Czwarty (27 puł.) wszedł w skład Grupy „Kowel” i w jej szeregach walczył.
- szwadron ckm pieszy (na wozach) (zbiorczy 25 i 26 puł.) - pod dowództwem rtm. Mariana Jadownickiego wszedł w skład Grupy Kawalerii ppłk. Edwarda Wani, a od 20 września walczył razem z 7 pułkiem ułanów[6].

Z pozostałych oddziałów znajdujących się w ośrodku zaimprowizowano:
- Oddział kawalerii ppłk. Wisłockiego
- dywizjon pieszej kawalerii „Łuków”,
- samodzielny dywizjon kawalerii - dowódca mjr. Witolda Borejszy[6]
  - szwadron pieszy 27 puł. OZ dowódca - rtm. Edward Metzger[9]

## Działania bojowe oddziałów i pododdziałów OZ
Łuków był bombardowany przez niemieckie lotnictwo, co najmniej dwukrotnie ciężko 4 i 7 września. 13 września wobec zagrożenia Łukowa zajęciem miasta i okolic przez wojska niemieckie, rozpoczęto ewakuację Ośrodka w kierunku południowo-wschodnim. Wszystkie trzy szwadrony przemieszczając się w rejon Werch na Polesiu toczyły potyczki z bandami dywersyjnymi. Szwadrony marszowe 25 puł., 26 puł., 3 psk 22 września w rejonie w Werchach przyłączyły się do Podlaskiej Brygady Kawalerii. 23 września zostały wcielone i weszły w skład: 5 pułku ułanów szwadron marszowy 25 puł. por. Tadeusza Basińskiego i szwadron marszowy 3 psk rtm. Bronisława Korzona. Szwadron marszowy 26 puł por. Konstantego Bordziłowskiego wszedł w skład 9 pułku strzelców konnych. Wszystkie te szwadrony dzieliły dalsze losy pułków Podlaskiej Brygady Kawalerii wzmacniając ją siłą około 400 żołnierzy. Toczyły w dalszym ciągu w jej szeregach walki z woskami sowieckimi, bandami dywersyjnymi i wojskami niemieckimi w bitwie pod Kockiem. 
Szwadron marszowy 27 puł. rtm. Eugeniusza Cierpickiego wszedł w skład Oddziału (Pułku) Kawalerii mjr Bohdana Klaudiusza Sawickiego z Grupy „Kowel” płk dypl. Leona Wacława Koca. Szwadron ten 25 września uczestniczył w walce z wojskami sowieckiej 81 DP pod Grabowcem, gdzie został rozbity.
Szwadron 27 puł. OZ rtm. Tadeusza Metzgera wszedł w skład Samodzielnego Dywizjonu Kawalerii mjr. Witolda Boreyszy dzielił z nim dalsze losy maszerując od 12 września przez Radzyń Podlaski do Chełma Lubelskiego. W związku rozkazem gen. bryg. Mieczysława Smorawińskiego dowódcy OK nr II o częściowej demobilizacji wojsk we Włodzimierzu Wołyńskim i Kowlu, mjr Witold Boreysza rozwiązał dowodzony przez siebie samodzielny dywizjon kawalerii 18 września 1939
16 września w godz. 14.00 19.00 w rejonie lasu Siechniewicze na północ od Żabinki OZN 3 psk rtm. Bronisława Korzona w składzie 1 i 2 szwadronu stoczył potyczkę z niemieckim pododdziałem cyklistów. Następnie nocą 16/17 września dywizjon pod osłoną w pełni uzbrojonego 1 szwadronu OZN 3 psk przeprawił się na promach przez rzekę Muchawiec i skierował się do Dywina. Straty 1 szwadronu jeden poległy i 4 rannych. Z Dywina 18 września OZN 3 psk podjął marsz do Wielkiej Hłuszy, gdzie rtm. Korzon nawiązał kontakt z dowództwem OK nr IX stacjonującym w Lubieszowie. W Lubieszowie z magazynów OK nr IX rtm. Korzon otrzymał prowiant suchy, umundurowanie i uzbrojenie dla 70 żołnierzy i 60 siodeł. Do Oddziału włączono 2 oficerów, 7 podoficerów i 10 ułanów.  20 września OZN 3 psk przybył zgodnie z rozkazem dowództwa OK nr IX do Kamienia Koszyrskiego, gdzie otrzymał przeznaczonych dla OZ Nowogródzkiej BK: 100 uzbrojonych i wyposażonych szeregowych, 200 koni. Z posiadanych zasobów rtm. Korzon zorganizował szwadron konny wraz z którym 23 września dołączył do Podlaskiej Brygady Kawalerii i został włączony do 5 puł. z zastępcą dowódcy ppor. rez. Zdzisławem Rojewskim. Z pozostałych żołnierzy zorganizowano 1 szwadron pieszy pod dowództwem por Zalewskiego i 2 szwadron pieszy pod dowództwem ppor. rez. Wacława Wierzbowskiego. Dywizjon pieszy pod dowództwem por. Zalewskiego od 21 września otrzymał nazwę Dywizjon Pieszej Kawalerii „Łuków”. Rozkazem gen. bryg. Franciszka Kleeberga podporządkowany został ppłk. Kazimierzowi Gorzkowskiemu. Żołnierze nieuzbrojeni i nieumundurowani zostali zdemobilizowani.
Od 21 września w składzie Zgrupowania „Drohiczyn Poleski” w rejonie Nujno, Soszyczno spod Kamienia Koszyrskiego dołączył dywizjon pieszy kawalerii „Łuków” i wraz ze zgrupowaniem zwalczając dywersyjne grupy zbrojne podjął marsz w kierunku Bugu. Dywizjon maszerował 22 września przez Skroby, 23 września przez Dubeczno. 25 września dywizjon w składzie zgrupowania maszerował z Dubeczna, przez Krymno-Butmer-Wilica. 26 września dywizjon w składzie Zgrupowania „Drohiczyn Poleski” w głównej kolumnie maszerował z Wilicy do Szack-Świtaź. Nocą 26/27 września po przeprawie przez rzekę Bug dywizjon wraz ze Zgrupowaniem przeszedł do rejonu Orchówek-Okuninka-Tarasiuki, następnie został wydzielony ze zgrupowania, jego dalsze losy są nieznane.

## Obsada personalna OZ
- dowódca ośrodka – płk kaw. Włodzimierz Kownacki (7 psk)
- zastępca dowódcy – ppłk kaw. Czesław Wisłocki, później mjr kaw. Witold Boreysza (27 puł.)
- oficer materiałowy – rtm. st. sp. Józef Szumski (26 puł.) †1940 Katyń[15]
- dowódca nadwyżek – rtm. Ksawery Nagórny (26 puł.)
- zastępca dowódcy nadwyżek – por. Piotr Tudziński (26 puł.)
- dowódca plutonu łączności – por. kaw. Stefan Marian Mikołajczyk (26 puł.) †1940 Charków[16]
- w plutonie – pchor. rez. Teodor Borkowski (27 puł.)
- dowódca szwadronu – rtm. Marian Jadownicki (26 puł.) †1940 Charków[17]
- zastępca dowódcy szwadronu – ppor. kaw. rez. Stanisław Sobótka
- dowódca I plutonu – por. rez. Aleksander Augustyn Demidecki-Demidowicz (27 puł.)
- dowódca II plutonu – por. kaw. rez. Gebethner[c]
- dowódca III plutonu – ppor. rez. Stanisław Czetwertyński[19] (25 puł.)
- dowódca szwadronu – rtm. Ludwik Rojkiewicz (25 puł.)
- dowódca I plutonu – por. rez. Marian Artemski (25 puł.)
- dowódca II plutonu – ppor. rez. Konstanty Ostromęcki

oficerowie w ośrodku o nieustalonych funkcjach
- mjr kaw. Wacław Calewski (26 puł.) †1940 Charków[20]
- rtm. Ludwik I Bukowiecki (26 puł.)
- pchor. Czesław Konobrodzki (26 puł.)
- rtm. Bronisław Malinowski (27 puł.)
- rtm. Zygmunt Żukowski (27 puł.)
- por. kaw. rez. Władysław Piętkowski[d]
- por. rez. Sławomir Zdrojewski
- kpt. adm. (art.) Olgierd Juchnowicz (9 dak) †1940 Charków[24]
- kpt. art. Konstanty Małecki (9 dak) †1940 Charków[25]